# 新正幸
新 正幸（あたらし まさゆき、1945年12月24日 - ）は、日本の法学者。専門は憲法。学位は、法学博士（東北大学・論文博士・1985年）（学位論文「立法過程の憲法学的研究-立法過程法学序説-」）。金沢大学名誉教授。奈良県生まれ。

## 経歴
出典は略歴・業績目録による。

### 学歴
- 1968年03月 - 信州大学文理学部社会科学科卒業
- 1970年03月 - 東北大学大学院法学研究科修士課程修了
- 1985年10月 - 学位論文「立法過程の憲法学的研究-立法過程法学序説-」で東北大学より法学博士の学位を取得

### 職歴
- 1970年12月 - 福島大学経済学部助手
- 1972年03月 - 福島大学経済学部講師
- 1974年03月 - 福島大学経済学部助教授
- 1987年10月 - 福島大学行政社会学部助教授
- 1988年04月 - 福島大学行政社会学部教授
- 1995年04月 - 関東学園大学法学部教授
- 2002年04月 - 金沢大学法学部教授
- 2004年04月 - 金沢大学大学院法務研究科教授
- 2011年03月 - 金沢大学定年退職
- 2011年04月 - 金沢大学名誉教授[2]

## 著書
- 『憲法と立法過程』（創文社, 1988年）
- 『純粋法学と憲法理論』（日本評論社, 2002年）
- 『憲法訴訟論』（信山社出版, 初版2008年／第2版2010年）
- 『ケルゼンの権利論・基本権論』（慈学社, 2009年）